# بوكيمون دويل
بوكيمون دويل (باليابانية: ポケモンコマスター) (ينطق ياباني:Pokemon Komasutā) (بالإنجليزية: Pokémon Duel)‏، هي لعبة فيديو من تطوير ستوديو هيروز، ومن نشر ذا بوكيمون كومباني اليابانية، والتي صدرت سنة 2016 على منصات أجهزة اللوحات الذكية من متجري آي أو إس لشركة آبل وأندرويد لشركة جوجل.